# 水阳江路
水阳江路，安徽省合肥市的一条东西向次干道，得名自皖东南地区长江支流水阳江。道路东起马鞍山路西侧的合巢路，经多条南北向主干道后，西至合作化路。沿路有同安街道办事处、水阳江路幼儿园、罍街公园、中国烟草总公司合肥设计院、中国科学技术大学南校区、常青游园、太湖路幼儿园南区、合肥老年大学、合肥工人文化宫、劳动公园、合肥市稻香村小学教育集团望江路校区等。